# Wham!
Wham! var en britisk popgruppe som blev dannet i 1981 af George Michael og Andrew Ridgeley. Gruppen gik i opløsning i 1986 efter at have udgivet tre 
albums.
I dag huskes gruppen især for julesangen "Last Christmas", sommerhittet "Club Tropicana" og pophittet "Wake Me Up Before You Go-Go", som var deres første #1 hit i både UK og USA, og "Freedom" fra 1984, der også nåede førstepladsen i England. 

## Diskografi
- Fantastic (1983)
- Make It Big (1984)
- Music from the Edge of Heaven (1986)